# Václav Bára
Václav Bára (Praga, 15 giugno 1908 – 6 marzo 1990) è stato un calciatore cecoslovacco, di ruolo attaccante.

## Palmarès
- Campionato cecoslovacco: 1

Slavia Praga: 1930-31